# UFC Fight Night: dos Santos vs. Ivanov
UFC Fight Night: dos Santos vs. Ivanov (também conhecido como UFC Fight Night 133) foi um evento de artes marciais mistas produzido por o Ultimate Fighting Championship, realizado em 14 de julho de 2018 no CenturyLink Arena em Boise, Idaho, nos Estados Unidos.

## Bônus da Noite
Lutadores receberam um bônus de $50,000 de bônus:
- Luta da Noite:  Raoni Barcelos Vs.  Kurt Holobaugh
- Perfomaneces da Noite :  Niko Price e  Chad Mendes